# Thinobius exasperatus
Thinobius exasperatus är en skalbaggsart som beskrevs av Richard Eliot Blackwelder 1943. Thinobius exasperatus ingår i släktet Thinobius och familjen kortvingar. Inga underarter finns listade i Catalogue of Life.